# Ki Bo-bae
Ki Bo-bae, född 20 februari 1988 i Anyang, Sydkorea, är en sydkoreansk bågskytt som tog OS-guld i den individuella bågskytteturneringen och i lagtävlingen vid de olympiska bågskyttetävlingarna 2012 i London.